# Politetrafluoroetilenă

Structura moleculară

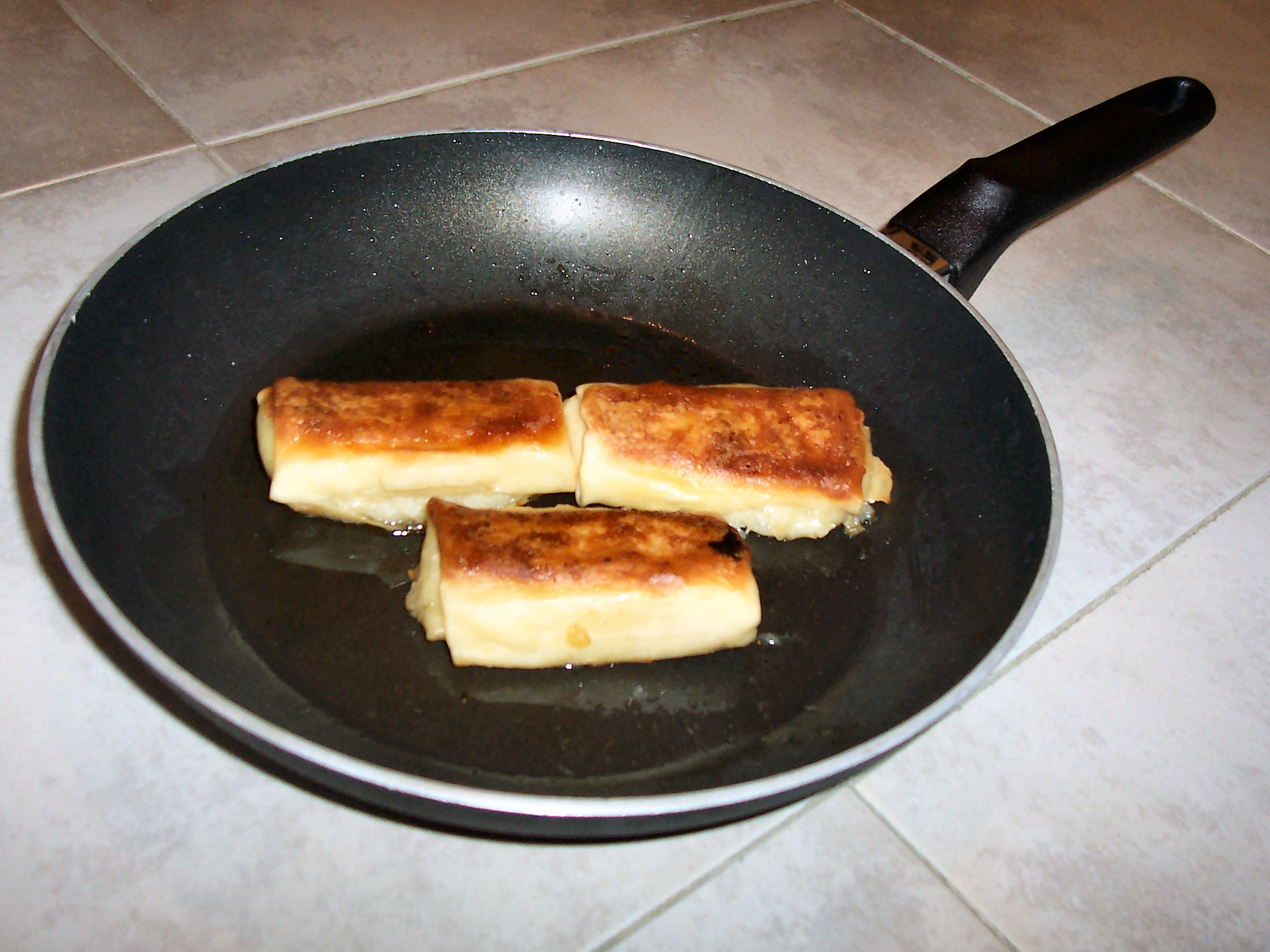
Tigaie din teflon

Politetrafluoroetilena (C2F4)n  (PTFE)  este un polimer al tetrafluoroetilenei care are numeroase utilizări.
Cel mai folosit nume este Teflon, introdus de firma DuPont, care a inventat acest produs.
PTFE a fost descoperit accidental în 1938 de Roy Plunkett în timp ce lucra în New Jersey pentru DuPont.
În general, PTFE este un material dur, flexibil, non-elastic cu rezistență medie la tracțiune, dar cu proprietăți termice mari și o excelentă rezistență la agenții chimici și la trecerea curentului electric. Coeficientul de frecare este neobișnuit de scăzut și se consideră a fi mai mic decât la oricare alte solide. PTFE este un izolator remarcabil într-un interval larg de temperaturi și frecvențe. Rezistivitatea de volum este mai mare de 1018 Ωm, cu factorul de putere foarte neglijabil într-un interval foarte mare de temperaturi. Rezistența chimică a PTFE este remarcabilă, nu există solvenți care ar putea dizolva PTFE la temperatura camerei. Suprafața PTFE la temperatura camerei este afectată numai de metale alcaline topite și de fluor în unele cazuri.
Proprietăți ca inerția chimică, rezistența la intemperii sau la căldură, izolația electrică excelentă și coeficient de frecare redus permit PTFE să fie exploatat într-o gamă variată de aplicații cum ar fi  garnituri de etanșare, supape, piese pentru pompe, izolație de sârmă, transformatoare de izolare, circuite imprimate, acoperiri de suprafețe, etc. PTFE este, de asemenea, utilizat la rachete și avioane unde este necesară rezistență la temperaturi ridicate.
PTFE este un material termoplastic. Cu toate acestea, datorită vâscozității ridicate, PTFE nu pot fi procesate folosind tehnici convenționale de procesare a polimerilor. Prin urmare, PTFE este prelucrat prin operația de formare la rece urmată de un tratament termic (sinterizare), în timpul căreia particulele de polimer fuzionează pentru a lua o formă solidă.
Fluorul este un element extrem de reactiv cu cea mai mare electronegativitate dintre toate elementele chimice. Electronegativitatea carbonului este semnificativ mai mică decât cea a fluorului. Ca o consecință, perechea de electroni nepartajată este trasă spre fluor de la carbon ceea ce duce la o densitate / polaritate mare de electroni în jurul fluorului. Atomul de fluor fiind mai mare, nu permite ambalarea plană în zigzag la cristalizarea care rezultă în morfologia răsucită în zigzag cu atomii de fluor  strâns ambalați în structura în spirală C-C. Cuplarea compactă a atomilor de fluor, alături de mai puternicele și mai stabilele legături C-F, reprezintă motivele care duc la stabilitate termică ridicată a PTFE (punctul de topire este la 327°C).
Afinitatea pentru electroni determină atomii de fluor să fie încărcați negativ și este de așteptat să aibă forțe intramoleculare și intermoleculare mai mari. Cu toate acestea,  momentele de dipol ale structurilor simetrice învecinate anulează momentele de dipol ceea ce face ca PTFE să fie într-o stare electronică neutră. Și, în consecință, acest fenomen fizic duce la un coeficient de frecare redus, energie de suprafață scăzută, elasticitate mare, rezistență scăzută și o rezistență scăzută la abraziune. De asemenea, echilibrul electronic și neutralitatea moleculară duce la o rezistență chimică foarte ridicată, constantă dielectrică scăzută și volum mare sau rezistență la suprafață. 
La nivel molecular, PTFE este un polimer liniar, cu greutate moleculară mare (lungimea lanțurilor de polimeri) și cu un nivelul de cristalinitate de 50-70%, în funcție de condițiile de prelucrare. 

## Riscuri pentru sănătate
În anul 2004, compania americană DuPont, singura care produce acidul perfluorooctanoic, a plătit 300 de milioane de dolari locuitorilor din Ohio și West Viriginia pentru contaminarea cu PFOA a pânzei freatice, iar în 2005 un comitet științific al EPA (Environment Protection Agency) a stabilit ca PFOA-ul folosit in producerea teflonului este un posibil agent cancerigen.
În urma acestor descoperiri, firma producătoare s-a angajat ca până la finele anului 2015 să elimine din procedeul de fabricație a teflonului componenta cancerigenă, mai ales că nu este folosită doar la producerea de vase, ci și la fabricarea unor articole de îmbrăcăminte, vopsele sau ambalaje folosite pentru alimente.